# Adonisea ochreifascia
Adonisea ochreifascia är en fjärilsart som beskrevs av Smith 1883. Adonisea ochreifascia ingår i släktet Adonisea och familjen nattflyn. Inga underarter finns listade i Catalogue of Life.